# Stealing Chairs
Stealing Chairs è il terzo album della band australiana pop punk 28 Days, pubblicato il 17 settembre 2002 dalla Universal Records.
Il titolo è un riferimento all'hobby preferito dell'ex batterista della band, Scott Murray, ossia rubare sedie.

## Tracce
1. Say What
2. Early Mornings
3. True Story
4. General, A
5. Tunnel Vision
6. Take Me Away
7. What's The Deal?
8. Just To Make You Happy
9. Pessimy & The Devil
10. Photos
11. From The Inside
12. Stealing Chairs
13. January

## Formazione
- Jay Dunne - voce
- Simon Hepburn - chitarra
- Damian Gardiner - basso
- Adrian Griffin - batteria